# Gloria (Philippines)
Pour les articles homonymes, voir Gloria.
Gloria est une municipalité de la province du Mindoro oriental, aux Philippines.